# Cowgirl in the sand
Cowgirl in the sand is een lied dat werd geschreven door Neil Young. Samen met Crazy Horse bracht hij het in 1969 uit op zijn album Everybody knows this is nowhere. Ook verscheen het later op verschillende liveversies, waaronder op 4 way street (1971) die uit zijn tijd bij  Crosby, Stills, Nash & Young voort is gekomen.

## Tekst en muziek
De albumversie van het nummer duurt ruim tien minuten. Het nummer is gecomponeerd met eenvoudige overgangen van mineur- naar majeur-akkoorden, vergelijkbaar met hoe hij dat deed bij Down by the river. In het lied laat Young de diepte van zijn stemgeluid horen en zingt hij een vrijgezelle vrouw toe. Hij vindt haar inmiddels oud genoeg om van naam te wijzigen, en dus met hem te trouwen.

## Covers
Het nummer werd verschillende malen gecoverd. De Britse groep The Magic Numbers bracht het uit op een muziekvideo (Take a chance, 2006). Verder verscheen er een aantal albumversies, waaronder van The Byrds  (Birds, 1973), een fusion van Gnawa-muziek met pop van Houssaine Kili (Mountain to Mohamed, 2001), City and Colour  (Borrowed tunes, 2007) en Josie Cotton  (Cinnamon girl, 2008).